# Ihľany
Ihľany este o comună slovacă, aflată în districtul Kežmarok din regiunea Prešov. Localitatea se află la altitudinea de 684 m deasupra n.m., se întinde pe o suprafață de 9,59 km2 și în 2017 număra 1.530 de locuitori.

## Istoric
Localitatea Ihľany este atestată documentar din 1307.

## Demografie
| An:                | 1994 | 2004    | 2014    | 2024   |
| ------------------ | ---- | ------- | ------- | ------ |
| Număr de persoane: | 1154 | 1344    | 1498    | 1563   |
| Diferență:         |      | +16,46% | +11,45% | +4,33% |

| An:                | 2023 | 2024   |
| ------------------ | ---- | ------ |
| Număr de persoane: | 1556 | 1563   |
| Diferență:         |      | +0,44% |